# Raio cósmico

Fluxo de raios cósmicos

Raios cósmicos são partículas extremamente penetrantes com energia elevada, compreendida tipicamente entre 108 e 1019 elétron-volts. São constituídos majoritariamente por prótons e por outros núcleos atômicos, mas há também elétrons, pósitrons, antiprótons, neutrinos e fótons gama.
Essas partículas, ao chegarem à Terra, colidem com os núcleos dos átomos da atmosfera, a cerca de 10 mil metros acima da superfície do planeta, e dão origem a outras partículas, formando uma “chuva” de partículas com menos energia, os chamados raios cósmicos secundários.
O número de partículas que chegam ao nível do mar, em média, é de uma partícula por segundo em cada centímetro quadrado.
Os raios cósmicos secundários são inofensivos à vida na Terra, mas os raios cósmicos primários são perigosos para os astronautas no espaço.

## História
Por volta de 1900, Charles Wilson, Julius Elster e Hans Geitel, notaram que a condutividade de ar contido num eletroscópio de folhas de ouro permanecia constante, apesar de serem retirados íons por meio de um campo elétrico. Estudando o assunto, concluíram que algum agente desconhecido produzia constantemente novos íons. A princípio se pensou que a ionização do ar fosse causada pela influência de materiais radioativos. Sendo assim, a ionização deveria diminuir com o aumento de altitude.
Entre 1911 e 1913, Victor Franz Hess e Werner Kolhörster, observaram que, à medida que um contador Geiger se afastava da superfície da Terra e dos isótopos radioativos que nela ocorrem naturalmente, a contagem de radiação diminuía. Na Torre Eiffel, por exemplo, a contagem era inferior à da superfície. Para investigar esse fenômeno, ele foi levando os contadores a altitudes cada vez maiores, por meio de balões carregados de detectores de radiação. A partir de certa altura, ele verificou que a contagem de radiação aumentava fortemente e não poderia estar saindo da Terra, deveria vir de algum ponto do espaço. Hess concluiu, após as suas investigações, que a ionização observada era devida à ação de uma radiação desconhecida, altamente penetrante, provinda do espaço. Deu a ela o nome de “raios cósmicos”, como são conhecidos até hoje, e recebeu o prêmio Nobel de Física em 1936 por essa descoberta.

### No Brasil
No Brasil, a pesquisa dos raios cósmicos começou em 1934 com a produção de trabalhos de dois importantes centros de pesquisa, o Instituto Nacional de Tecnologia, no Rio de Janeiro, e a Universidade de São Paulo. No Rio de Janeiro, o instituto era coordenado por Bernardo Gross, que se dedicou inicialmente aos estudos teóricos dos raios cósmicos. Em São Paulo, o Departamento de Física foi organizado por dois cientistas estrangeiros, o ítalo-russo Gleb Wataghin e italiano Giuseppe Occhialini, direcionando as pesquisas experimentais e teóricas para as áreas de radiação cósmica e física nuclear.
Após terem sido paralisadas durante a Segunda Guerra Mundial, as pesquisas sobre raios cósmicos foram retomadas e vários físicos brasileiros foram trabalhar no exterior. Em 1946, César Lattes foi convidado por Giuseppe Occhialini para trabalhar na Universidade de Bristol, na Inglaterra, no grupo de Cecil Powell. Em 1947, Lattes, Powell e Occhialini, a partir de análises de raios cósmicos, descobriram um méson, subpartícula que foi chamada de méson-pi, ou píon. Logo após, Lattes descobriu como fazer a produção artificial dessas subpartículas em um acelerador. Lattes ajudou na criação de novas instituições científicas no Brasil, como o Centro Brasileiro de Pesquisas Físicas e o Conselho Nacional de Pesquisas.

## Observações

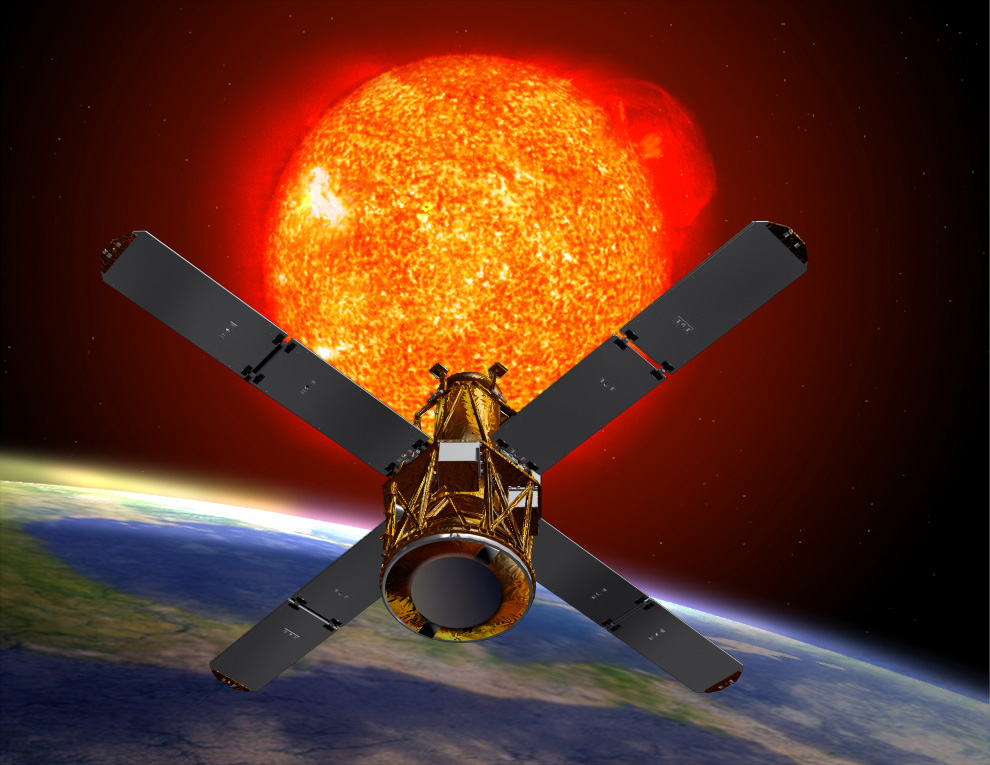
Representação artística da RHESSI observando o Sol.

A princípio pensava-se que eram formados de fótons dotados de intensa energia, mas após estudos mais profundos, principalmente depois que foi possível observá-los por meio de foguetes e satélites, chegou-se a conclusão de que esse tipo de radiação era formado por partículas de natureza distinta: os raios primários e os raios cósmicos secundários.
Os primários são formados em sua maior parte de prótons, tendo também certa proporção de partículas e uma percentagem muito pequena de núcleos mais pesados. São esses que têm origem cósmica e, viajando próximos da velocidade da luz, penetram nas altas camadas da atmosfera e chocam-se com os átomos da mesma, formando a radiação secundária que é formada inicialmente por hádrons e píons. Decaimentos dos píons geram múons, neutrinos e fótons. Fótons, por sua vez, geram pares elétron-pósitron que formam a componente eletromagnética do chuveiro.
Os raios cósmicos de origem solar são raios com energia relativamente baixa. A composição média é igual a do próprio Sol. Os raios cósmicos solares variam de intensidade e espectro com os eventos solares. O aumento de raios cósmicos solares é seguido de diminuição dos outros raios cósmicos. Estas diminuições são devidas ao vento solar que, com seu campo magnético, atrai os outros raios cósmicos para longe do Sol e da Terra. Essa diminuição é chamada de Forbush, nome do físico que descobriu esse fenômeno. A taxa de diminuição de Forbush tende a seguir o ciclo solar de 11 anos. 
Os núcleos que compõem os raios cósmicos podem viajar de suas fontes distantes à Terra pela baixa densidade de matéria no espaço. Os núcleos interagem fortemente com outra matéria, assim como quando entram na Terra e colidem com os núcleos de gases atmosféricos. Essas colisões resultam na produção de píons, káons e mésons, por exemplo. O méson se deteriora em múon, que é radiação de ionização e pode facilmente ser detectado.
Muitas partículas foram descobertas com a observação dos raios cósmicos. O "múon" que foi visto por Carl Anderson é muito parecido com o elétron, só que mais pesado e de vida média curta. São partículas secundárias, formadas nas colisões com o ar ou com as paredes da câmara usada para detectá-los. De curta vida média, o múon se transforma em um elétron e dois neutrinos.
Os raios cósmicos são também responsáveis pela produção contínua de isótopos instáveis na atmosfera, tal como o carbono 14. Os raios cósmicos mantêm o nível de carbono 14 constantes na atmosfera (70 toneladas) no mínimo há 100 000 anos. Este é um fator importante para as datações usadas na arqueologia.

## Origem
Embora os raios cósmicos continuem representando um enigma, já que suas partículas são desviadas inúmeras vezes em suas trajetórias pelos campos magnéticos do meio interestelar, perdendo toda indicação de onde partiram. É provável que grande parte dos raios cósmicos se origine de fonte extrassolar dentro da galáxia. Entretanto, o fato de alguns raios cósmicos possuírem energia extremamente elevada fornece evidência de que pelo menos alguns possam ter origem extragaláctica.
Se for possível descobrir como são gerados e de onde vêm os raios cósmicos e como as partículas são aceleradas, talvez os cientistas possam reproduzir o fenômeno em laboratório e descobrir segredos do universo que ainda não foram desvendados. As partículas que chegam à Terra com energia bilhões de vezes superiores à maior energia alcançada nos maiores aceleradores que existem, são fontes que têm auxiliado os físicos no conhecimento do átomo. Muitas partículas foram descobertas com a observação dos raios cósmicos, como todos os tipos de mésons conhecidos, por exemplo.

## A importância das pesquisas
Na tentativa de solucionar enigmas, os especialistas em raios cósmicos estão criando "observatórios" de raios cósmicos.
Os raios cósmicos possuem energia numa faixa que se estende de 109 a 1021 eV (elétron-volts).
As partículas de energia baixa caem na Terra num fluxo frequente, mas as partículas de alta energia (Zévatrons) são raras e caem numa taxa de uma por quilômetro quadrado por ano ou, às vezes, por século.
A rede de detecção de partículas no Japão, que cobre uma área de 100 quilômetros quadrados, tem capacidade para analisar no máximo uma partícula por ano e somente 20 partículas com energia acima de 1020 eV foram detectadas.
O Observatório Pierre Auger de Raios Cósmicos, um empreendimento científico internacional, foi criado com o objetivo principal de estudar a direção de chegada e o espectro de energia dos raios cósmicos acima de 1019 eV como função da sua composição. O físico francês homenageado com o nome do projeto, descobriu o fenômeno batizado como “chuveiro atmosférico".
Equipamentos eletrônicos de última geração, novas técnicas de análise e sofisticados equipamentos de comunicação e de informática, permitem aos pesquisadores identificar os raios cósmicos, analisar e interpretar os dados relativos à sua composição e comportamento. O laboratório a céu aberto do Observatório Pierre Auger ocupa 3 mil quilômetros quadrados de uma área desértica da Argentina, onde estão espalhados 1 600 tanques detectores de superfície e 24 telescópios.

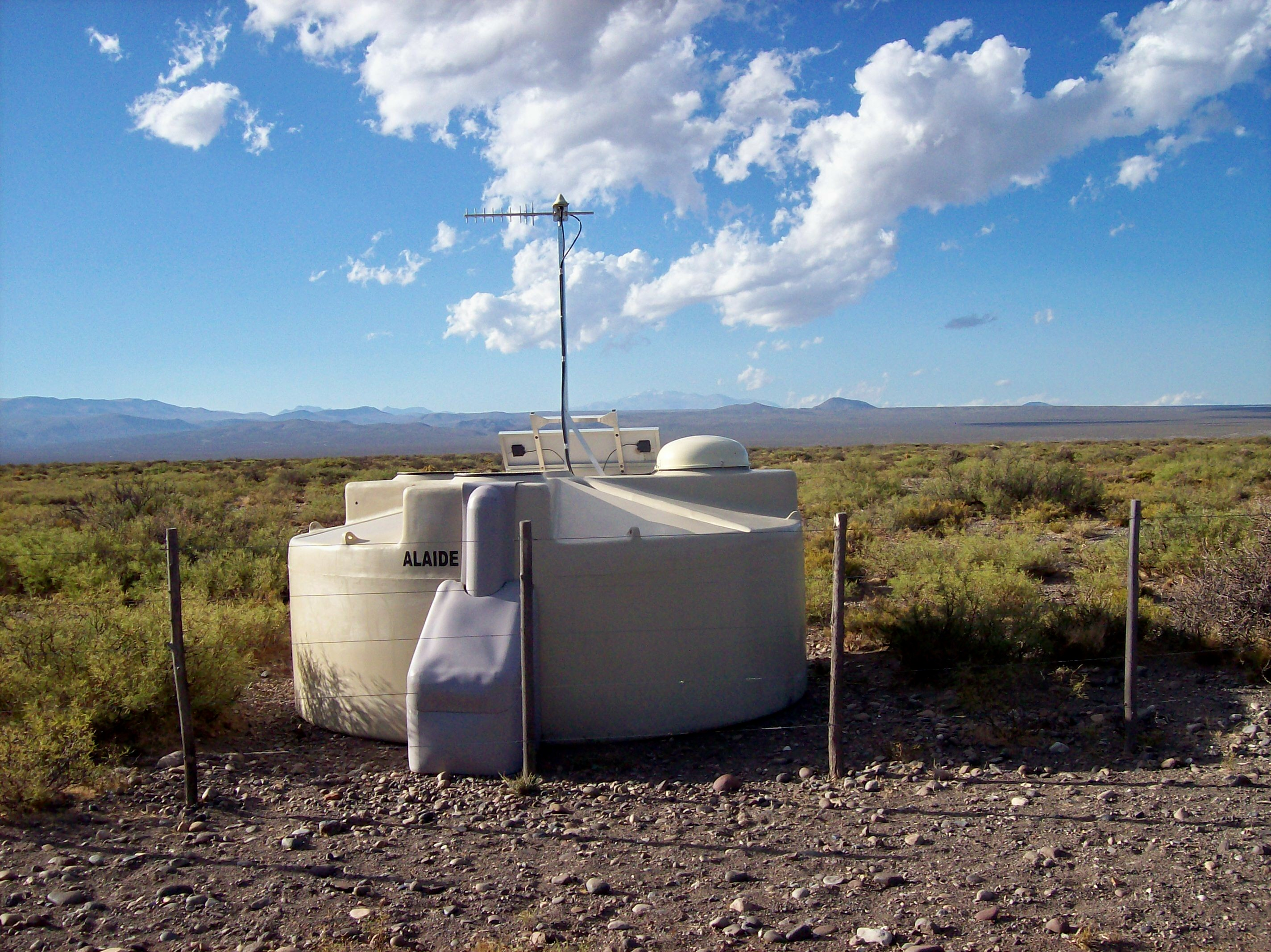
Tanques detectores de superfície

Os tanques de alta tecnologia estão espalhados a uma distância de 1,5 km uns dos outros e contendo 12 toneladas de água com altíssimo grau de pureza, para evitar o crescimento de bactérias. Cada tanque está equipado com diversos dispositivos tecnológicos sofisticados: detectores ópticos de fluorescência, detectores de partículas e com GPS (sistema de posicionamento global) que funciona como um relógio de alta precisão, indicando, em bilionésimos de segundo, o tempo que a "chuva" de partículas leva para chegar à superfície. A comunicação entre os tanques é feita por meio de antenas de telefonia celular e as informações são transmitidas aos computadores conectados ao sistema. Toda essa eletrônica é alimentada com energia autônoma por baterias e painéis solares, tecnologia desenvolvida pela Nasa para viagens espaciais.
Uma das técnicas empregada nos detectores é baseada no Efeito Cherenkov. O efeito é observado quando uma partícula ultra-energética (como as dos raios cósmicos) atravessa um meio transparente como a água e cria uma luz que se espalha na forma de um cone a partir do ponto onde moléculas de água e a partícula se chocam. Com o auxílio de tubos fotomultiplicadores, a luz gerada pode ser vista. 
Paralelamente, os telescópios também registram a radiação e a intensidade da "chuva" de partículas.
Uma técnica baseada no que se conhece como fluorescência atmosférica, um fenômeno que acontece quando uma partícula carregada colide com as moléculas da atmosfera. No caso do nitrogênio, o principal componente do ar, uma luz azulada é produzida. Em noites sem luar é possível ver a luz produzida usando fotomultiplicadores. Quatro "olhos", posicionados nas extremidades da rede de detectores, investigam o céu em noites sem luar, buscando a luz emitida pelas moléculas de nitrogênio do ar que interagem com as "chuvas de partículas". Cada "olho" contém seis telescópios, formados por uma "colmeia" de espelhos que capta essa radiação tênue e a joga sobre 440 sensores para ser amplificada. Esse equipamento é capaz de detectar uma lâmpada de quatro watts, (como aquelas de árvores de Natal), a 15 km de distância.
Através do sistema de comunicação, as informações geradas tanto pelos tanques quanto pelos telescópios são imediatamente cruzadas, o que gera uma massa de dados extremamente rica. A partir daí, tem início o trabalho de análise e interpretação das informações por parte da equipe de pesquisadores. 
Ampliando-se a área de detecção de raios cósmicos aumentam-se as chances de se conhecer melhor a radiação cósmica. Será possível também compreender como se comporta o seu espectro. Uma estabilidade no espectro indica que a fonte se encontra num processo primordial do Universo. A falta de atenuação do espectro indica uma fonte próxima no tempo e no espaço.
O estudo dos raios cósmicos gera uma grande quantidade de informações sobre a interação nuclear das partículas de alta energia. Além disso, a investigação dos raios cósmicos é importante para o estudo de problemas cosmológicos e astrofísicos, tais como as propriedades das fontes dos raios cósmicos e do meio em que se propagam.
Apesar dos aceleradores de partículas possuírem um papel importante na investigação das propriedades das partículas elementares, os raios cósmicos continuam sendo a única fonte de partículas de altíssima energia.

## Telescópio
O grupo de Raios Cósmicos da UFABC, orientado pelo professor Marcelo Augusto Leigui de Oliveira, está desenvolvendo um novo telescópio compacto capaz de detectar a luz de fluorescência gerada por raios cósmicos, o Monitor de Radiação Atmosférica (MonRAt).
Segundo o professor Marcelo, o equipamento está próximo de ser finalizado e logo entrará em fase de testes. “Os testes serão realizados em nosso laboratório por meio do uso de um laser”, conta. Nesta primeira fase o telescópio irá detectar o feixe de luz por um caminho conhecido.
Na segunda etapa a equipe vai poder ir a campo, durante a noite, e examinar os rastros de luzes originados pelos raios cósmicos. “Os raios cósmicos interagem na atmosfera da Terra formando milhões de partículas. O telescópio poderá detectar os traços de luz deixados por estas partículas na atmosfera”.
O objetivo do projeto é contribuir na solução de um problema em aberto da física, a origem dos raios cósmicos de mais alta energia. Para se ter uma ideia, o raio cósmico de maior energia já encontrado até hoje tem 10 mil vezes mais energia do que o feixe do LHC, o poderoso acelerador de partículas, considerado a maior máquina do planeta e uns dos grandes experimentos da história.   